# Wahlbezirk Böhmen 108
Der Wahlbezirk Böhmen 108 war ein Wahlkreis für die Wahlen zum Abgeordnetenhaus im österreichischen Kronland Böhmen. Der Wahlbezirk wurde 1907 mit der Einführung der Reichsratswahlordnung geschaffen und bestand bis zum Zusammenbruch der Habsburgermonarchie.

## Geschichte
Nachdem der Reichsrat im Herbst 1906 das allgemeine, gleiche, geheime und direkte Männerwahlrecht beschlossen hatte, wurde mit 26. Jänner 1907 die große Wahlrechtsreform durch Sanktionierung von Kaiser Franz Joseph I. gültig. Mit der neuen Reichsratswahlordnung schuf man insgesamt 516 Wahlbezirke mit je einem zu wählenden Abgeordneten, die durch Direktwahl mit allfälliger Stichwahl bestimmt wurden. Der Wahlkreis Böhmen 108 umfasste die Gerichtsbezirke Tetschen, Bensen und Böhmisch Kamnitz. Ausgenommen waren jedoch die Städte Tetschen, Bensen und Böhmisch Kamnitz, die zum Stadtwahlkreis Wahlbezirk Böhmen 79 gehörten. Aus der Reichsratswahl 1907 ging Eduard Rieger von der Sozialdemokratischen Partei bereits im ersten Wahlgang mit 70 Prozent als Sieger hervor, während der Kandidat der Deutschen Agrarpartei Josef Behmel nur 28 Prozent erreichte. Rieger konnte sein Mandat bei der Reichsratswahl 1911 ebenfalls bereits im ersten Wahlgang verteidigen, wobei er diesmal nur noch 56 Prozent erzielen konnte. Auf dem 2. Platz landete Josef Bendel von der Deutschen Fortschrittspartei mit 43 Prozent.

## Wahlergebnisse

### Reichsratswahl 1907
Die Reichsratswahl 1907 wurde am 14. Mai 1907 (erster Wahlgang) durchgeführt. Die Stichwahl entfiel auf Grund der absoluten Mehrheit von Eduard Rieger im ersten Wahlgang.
| Kandidat                                                                       | Partei                     | Wahlkreis- stimmen | Prozent |
| ------------------------------------------------------------------------------ | -------------------------- | ------------------ | ------- |
| Eduard Rieger                                                                  | Sozialdemokratische Partei | 10.074             | 69,9 %  |
| Josef Behmel                                                                   | Deutsche Agrarpartei       | 3978               | 27,6 %  |
| Franz Heide                                                                    | Christlichsoziale Partei   | 246                | 1,7 %   |
|                                                                                | Sonstige Parteien          | 105                | 0,7 %   |
| Wahlberechtigte: 18.401, Ungültige/Leere Stimmen: 141, Wahlbeteiligung: 79,0 % |                            |                    |         |

### Reichsratswahl 1911
Die Reichsratswahl 1911 wurde am 13. Juni 1911 (erster Wahlgang) durchgeführt. Die Stichwahl entfiel auf Grund der absoluten Mehrheit von Eduard Rieger im ersten Wahlgang.
| Kandidat                                                                       | Partei                      | Wahlkreis- stimmen | Prozent |
| ------------------------------------------------------------------------------ | --------------------------- | ------------------ | ------- |
| Eduard Rieger                                                                  | Sozialdemokratische Partei  | 8702               | 56,0 %  |
| Josef Bendel                                                                   | Deutsche Fortschrittspartei | 6638               | 42,7 %  |
| Franz Heide                                                                    | Christlichsoziale Partei    | 165                | 1,1 %   |
|                                                                                | Sonstige Parteien           | 41                 | 0,3 %   |
| Wahlberechtigte: 18.893, Ungültige/Leere Stimmen: 106, Wahlbeteiligung: 82,8 % |                             |                    |         |